# Giovanni l'Orfanotrofo
Giovanni l'Orfanotrofo (in greco Ἰωάννης ὁ Ὀρφανοτρόφος?; Paflagonia, 1000 – Lesbo, 13 maggio 1043) era il Capo degli eunuchi di corte (parakoimomenos) durante il regno dell'imperatore bizantino Romano III Argiro (r. 1028-1034).

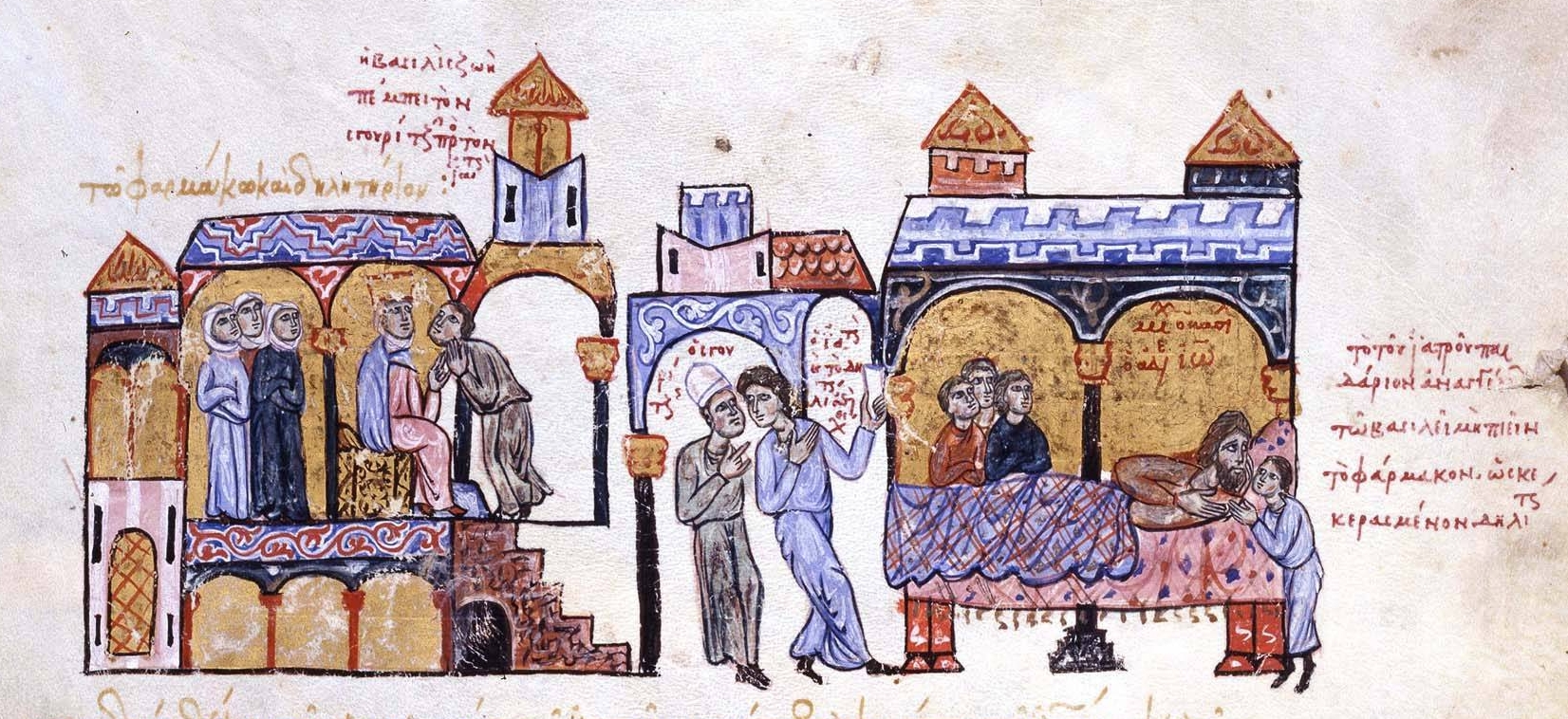
Zoe chiede a Sgouritzes di avvelenare Giovanni l'Orfanotrofo (miniatura tratta dallo Scilitze di Madrid)

Giovanni nacque nel thema di Paflagonia. La sua famiglia era greca e si diceva che fosse dedita a qualche commercio disdicevole, forse il cambio di denaro o, secondo Giorgio Cedreno, la falsificazione. Giovanni era il maggiore di cinque fratelli. Due, Costantino e Giorgio, erano anch'essi eunuchi, mentre gli altri due, Niceta e Michele, erano uomini "barbuti"; quest'ultimo divenne Michele IV il Paflagone dopo che Giovanni lo presentò all'imperatrice regnante Zoë. Secondo Michele Psello, i due divennero amanti e potrebbero aver ordito un complotto per assassinare il marito di Zoë, allora regnante. Romano fu presumibilmente ucciso nel suo bagno l'11 aprile 1034. Alcune fonti contemporanee implicano Giovanni in questo assassinio.

## Biografia
Giovanni si fa notare per la prima volta come protonotario e fidato confidente di Basilio II Bulgaroctono (r. 976-1025). Supportò gli interessi di Romano prima che quest'ultimo diventasse imperatore. Dopo la sua elevazione al trono imperiale, Romano nominò Giovanni praepositus sacri cubiculi (capo della casa imperiale e massima carica di eunuco; questo titolo è probabilmente identico a quello di parakoimomenos) e senatore.
Con l'ascesa al trono di Michele IV, Giovanni poté perseguire con vigore l'obiettivo di promuovere gli interessi della sua famiglia. Il cronista Giovanni Scilitze arriva a dire che "con l'aiuto di Giovanni tutti i suoi fratelli divennero membri della casa dell'imperatore". Giovanni fece in modo che il marito di sua sorella Maria, Stefano, fosse nominato ammiraglio, suo fratello Niceta duca di Antiochia (a cui succedette il fratello Costantino) e suo fratello Giorgio protovestiario in successione a Symeon, che si dimise dalla sua carica per protesta contro il comportamento di Giovanni e si ritirò sull'Olimpo della Misia. Antonio il Grasso, membro della famiglia allargata di Giovanni, fu nominato metropolita di Nicomedia. Sebbene alla fine Giovanni stesso rimanesse solo un Orfanotrofo, di fatto gestiva lo Stato come una sorta di primo ministro. Nel 1037, Giovanni tentò di farsi nominare patriarca di Costantinopoli cercando, senza successo, di far dimettere Alessio Studita dal patriarcato.
Giovanni mise Stefano a capo della flotta che portava Giorgio Maniace e il suo esercito in Sicilia nel 1038. Dopo le disastrose diserzioni di Normanni, Salernitani e Variaghi dall'esercito di Maniace, Giovanni richiamò Maniace e lo fece imprigionare e nominò Michele Doceano catepano d'Italia.

### Occhi sul potere
Con l'aggravarsi dell'epilessia che affliggeva Michele IV, la posizione di Giovanni sul potere si fece più forte. Giovanni convinse l'imperatrice ad adottare il figlio di Stefano, Michele, come proprio figlio, assicurando così la continuazione della linea di Paflagonia. Michele IV morì il 10 dicembre 1041, forse in circostanze sospette, e Michele V gli succedette. Avendo visto Michele elevato al trono imperiale, Giovanni fece del nipote Costantino il suo protetto con l'obiettivo, secondo Psello, di assicurargli la successione. Michele V esiliò Giovanni nel monastero di Monobatae nel 1041 e poi, sempre secondo Psello, fece castrare tutti i parenti maschi di Giovanni. Giovanni e suo fratello Costantino furono accecati nel 1042 per ordine del patriarca di Costantinopoli, Michele I Cerulario. Sotto il regno di Costantino IX Monomaco, Giovanni fu condotto a Lesbo e lì morì il 13 maggio 1043.
La posizione di Giovanni a capo dello Stato, la sua capacità di rimanere al potere nonostante l'insediamento di nuovi imperatori e la sua accorta ricerca degli interessi della sua famiglia lo rendono uno degli eunuchi più affascinanti della storia bizantina. Come dimostra la descrizione che Psello fa di lui nel libro 4 della sua Chronographia, si trattava di una figura molto complessa, capace di suscitare nello stesso cronista stima e avversione in egual misura.